# Sophia Young
Sophia Yvonne Ashley Young (15 december 1983) is een professionele basketbalspeelster uit Saint Vincent en de Grenadines die momenteel onder contract staat bij San Antonio Silver Stars in de WNBA.